# Marie Krarup
Marie Krarup (født 6. december 1965) er en dansk politiker, som var medlem af Folketinget fra 2011, hvor hun blev valgt i Sydjyllands Storkreds, til folketingsvalget 2022. Hun repræsenterede Dansk Folkeparti indtil februar 2022 hvor hun meldte sig ud af partiet og fortsatte som løsgænger i Folketinget.

## Uddannelse
Marie Krarup tog en klassisksproglig studentereksamen fra Ribe Katedralskole i 1984. Hun læste derefter 1. år på teologistudiet på Aarhus Universitet, fra 1984 til 1985. Startede i 1985 på Forsvarets Specialskole på Svanemøllens Kaserne for at blive reserveofficer og sprogofficer med grunduddannelse i russisk og var der i to år. Sideløbende med sin rådighedstjeneste tog hun et bifag i samfundsfag på Aarhus Universitet og blev i 1996 cand.mag. i slaviske sprog på Østeuropainstituttet på Københavns Universitet.
Tog sidefag i religion på Åbent Universitet i 2006 og pædagogikum i 2006-07.

## Erhvervskarriere
Krarup blev fuldmægtig i Forsvarsministeriet og fra 1998-2001 udstationeret som assisterende forsvarsattache ved den danske ambassade i Moskva med rang af major. Hun arbejdede for forsvaret med blandt andet de baltiske lande og uddannelse af tolke.
I 2001-2002 arbejdede hun som markedsanalytiker ved House of Prince, læste HD ved CBS i 2003 og arbejdede senere for Eksportkreditfonden.
Hun blev medlem af Folketinget 2011, og fik i den forbindelse orlov fra et lektorat ved Frederiksborg Gymnasium.

## Politisk karriere
Dette afsnit eller denne liste er kun påbegyndt. Hvis du ved mere om emnet, kan du hjælpe Wikipedia ved at tilføje mere.

Krarup blev ved Folketingsvalget 2011 medlem af Folketinget, valgt for Dansk Folkeparti i Esbjerg Omegnskredsen, Sydjyllands Storkreds.
I 2020 annoncerede hun, at hun ikke ville genopstille til Folketinget, men  i stedet finde tilbage til sin karriere som gymnasielærer.
Marie Krarup blev i 2021 Ridder af Dannebrog.
I februar 2022 meldte hun sig ud af Dansk Folkeparti, ifølge hende selv på baggrund af, at hun ikke kunne udtale sig frit om sin holdning til Ruslands invasion af Ukraine. 

## Familie
Krarup er datter af tidligere folketingsmedlem for Dansk Folkeparti, Søren Krarup. 
Hun har tre søstre: Sognepræst Agnete Raahauge (f. 1963), cand.mag. og gymnasielærer Inger Krarup Brøgger (f. 1968) samt teolog og debattør Katrine Winkel Holm (f. 1970).